# Beauveria bassiana
Espèce
Synonymes
- Beauveria densa (Link) F. Picard[1]
- Beauveria doryphorae R. Poiss. & Patay[1]
- Botrytis bassiana Balsamo.-Criv.[1]
- Botrytis effusa Beauverie[1]
- Isaria densa (Link) Giard[1]
- Penicillium bassianum (Bals.-Criv.) Biourge[1]
- Penicillium densum (Link) Biourge[1]
- Spicaria bassiana (Bals.-Criv.) Vuill.[1]
- Spicaria densa (Link) Vuill.[1]
- Sporotrichum densum Link[1]

Beauveria bassiana, anciennement Tritirachium shiotae, est une espèce de champignons cosmopolites qui croît dans les sols et provoque des maladies chez divers insectes, en se comportant comme un parasite. Il représente la forme reproductrice asexuée (anamorphe) du champignon Cordyceps bassiana. Cette dernière forme (téléomorphe) reproductrice sexuée fut mise en évidence en 2001.
Il a été décrit pour la première fois en 1835 par Agostino Bassi, d'où son nom, après avoir reconnu en lui l'agent du « mal de segno » (la muscardine du ver à soie).
Ce champignon est lui-même parasité par un autre champignon de la même classe des Sordariomycetes, Syspastospora parasitica.

## Champignon pathogène
La maladie causée par ce champignon est la « muscardine blanche », qui touche certains insectes. Lorsque les spores entrent en contact avec le corps de l'hôte, elles germent sur celui-ci et pénètrent l'intérieur du corps, tuant finalement l'insecte en l'utilisant comme source de nourriture. Une moisissure blanche se développe sur le cadavre, produisant de nouvelles spores. L'insecte contaminé véhicule le champignon lors de son déplacement jusqu'à sa mort.
Ce champignon peut infecter les humains et d'autres mammifères, quoique les cas semblent assez rares. Le premier cas documenté d'infection humaine par B. bassiana est un cas de kératite rapporté par Sachs et al. (1985). Ces auteurs notent que les antibiotiques et les stéroïdes, donnés  auparavant en traitement au patient, sont soupçonnés de contribuer à la croissance des fungi et d'aggraver leur virulence (de même que les produits corticostéroïdes, qui en plus rendent pathogéniques les fungi saprophytiques). 
Pour ce qui concerne l'œil, Ishibashi et al. (2009), induisant des infections de la cornée chez des lapins avec Beauveria bassiana et Candida albicans respectivement, trouvent que B. bassiana est nettement moins virulent que C. albicans. 

Un deuxième cas d'infection humaine par Beauveria, cette fois touchant foie, vésicule biliaire et poumons, est décrit en 2002, avec une hésitation pour le fungus responsable entre une souche dégénérée de B. bassiana ou de B. brongniartii mais penchant toutefois pour B. bassiana après avoir constaté la virulence de ce fungus sur des larves de Leptinotarsa decemlineata (doryphore). Là encore, ce cas est advenu à la suite d'une diminution de la résistance immunitaire de la patiente (subséquente à une chimiothérapie intense), et ce facteur affaiblissant semble déterminant dans l'apparition d'affections mycosiques en général - un type d'affections dont les auteurs notent une fréquence croissante.
Il est réputé constituer une méthode insecticide sûre, mais certains insectes y sont naturellement résistants, et d'autres pourraient acquérir, par sélection naturelle, une résistance là où il serait intensivement utilisé. La plupart des insectes vivants dans, sur ou à proximité du sol ont développé ces défenses naturelles contre le champignon, mais de nombreux insectes aériens y sont sensibles.[réf. nécessaire]

## Utilisation en lutte biologique

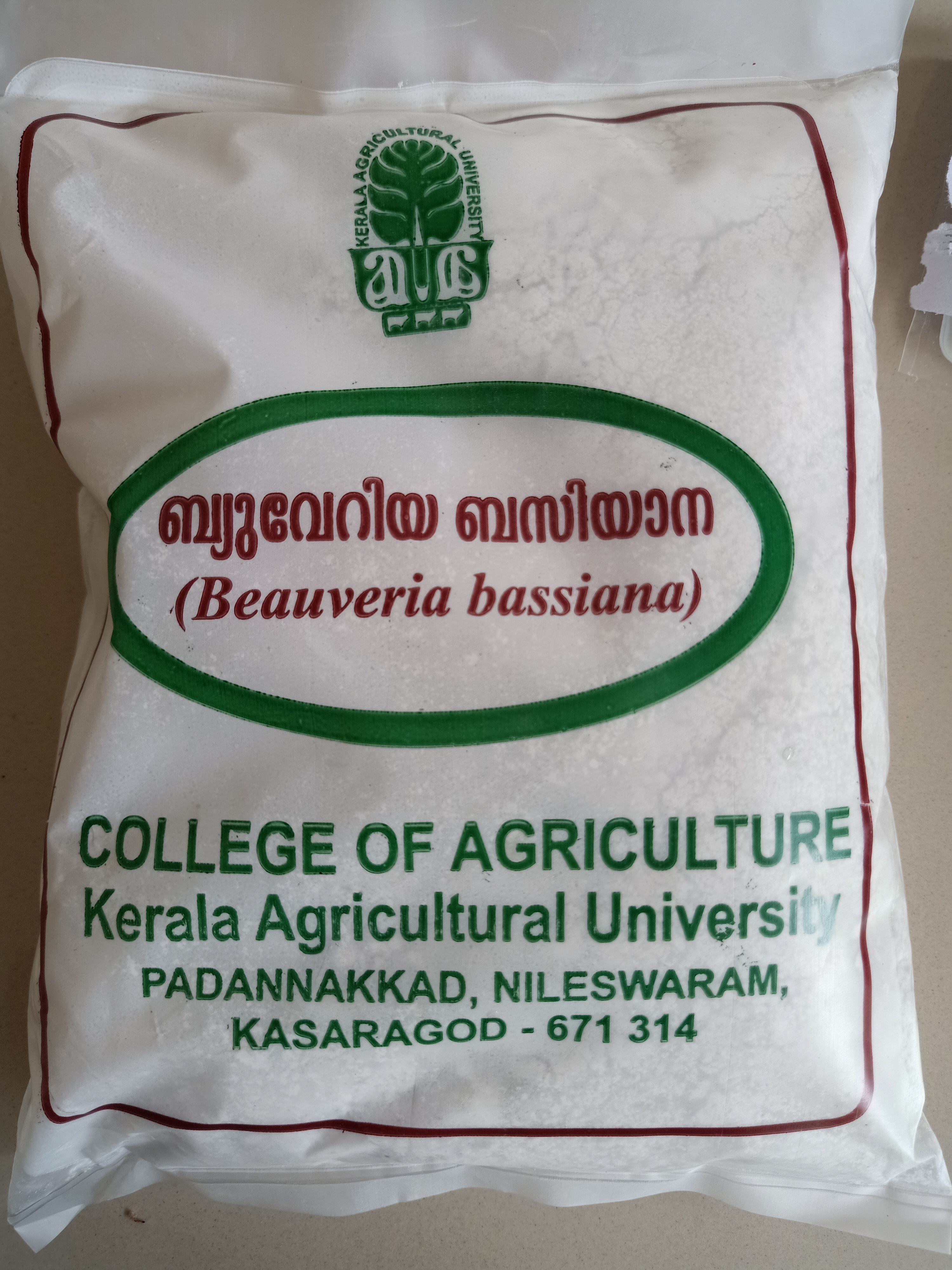
Sac de spores de B. bassiana produit par l' pour la lutte biologique.

Dès 1906 à l'occasion de son congrès de Lyon, l’Association française pour l’avancement des sciences forme le vœu que des recherches soient entreprises à partir de la muscardine à des fins phytosanitaires.
On l'utilise comme pesticide pour tuer ou contrôler la population des insectes tels que les termites.
Il est utilisé contre le charançon des bananeraies en alternative à des insecticides toxiques tels que le chlordécone interdit depuis 1993. Il est aussi recommandé dans la lutte contre Paysandisia archon, le papillon tueur de palmier, ainsi que contre les larves du charançon rouge du palmier.
Son utilisation dans le contrôle des moustiques vecteurs de la malaria est envisagée, et en cours d'évaluation. On pulvérise les spores microscopiques sur les moustiquaires pour le contrôle de la malaria. Son utilisation est également en cours d'étude sur des ravageurs du sol comme les taupins, le coléoptère Aethina tumida et le Varroa.